# Dalia El Behery
Dalia Mahmoud Quotb El Behery (tiếng Ả Rập: داليا محمود قطب البحيري; sinh ngày 15 tháng 10 năm 1970) là một nữ diễn viên Ai Cập. Cô giành danh hiệu Hoa hậu Ai Cập năm 1990 và xếp thứ 27 tham gia cuộc thi Hoa hậu Hoàn vũ 1990 tại Los Angeles.

## Tiểu sử
El Behery nhận bằng cử nhân từ Khoa Du lịch và Khách sạn tại Đại học Helwan và làm việc trong các chương trình dẫn nhập trên Kênh truyền hình vệ tinh Ai Cập và người mẫu. Việc xuất hiện đáng chú ý đầu tiên của cô là trong một video clip của bài hát "Tegeesh neaeesh" của Ali El Haggar. Sự nghiệp người mẫu của cô mở đường cho nghề diễn xuất của cô. Cô đã làm việc với các ngôi sao như Adel Imam trong bộ phim Al Safara fe Al Emara cùng với các diễn viên hài và ca sĩ khác như Hany Ramzy, Moustafa Amar và Khaled Selim.
El Behery nói trong một cuộc phỏng vấn trên truyền hình rằng cô muốn thể hiện vai trò của nữ hoàng pharaon "Nefertiti" trên màn ảnh, phủ nhận tin đồn rằng cô không ưa thích vai diễn nữ hoàng "Cleopatra" của nữ diễn viên người Syria Solaf Fawakhirji.
Vào tháng 8 năm 2008, cô kết hôn với Fred Morse, cháu trai của nghệ sĩ Farid Shawki và mẹ chồng là nhà nhà sản xuất Nahed Farid Shawki. Cô đkết hôn trước và sinh một cô con gái tên là Khadija, đã qua đời ở tuổi 8 tháng vì một căn bệnh hiếm gặp. Cô cũng có một con gái từ cuộc hôn nhân thứ hai tên là Kesmat.
El Behery ký kết với tư cách là Đại sứ thiện chí cho Ngày đột quỵ thế giới vào tháng 11 năm 2010.